# Fjälkestad
Fjälkestad is een plaats in de gemeente Kristianstad in het Zweedse landschap Skåne en de provincie Skåne län. De plaats heeft een inwoneraantal van 115 (2005) en een oppervlakte van 29 hectare. Fjälkestad wordt omringd door zowel landbouwgrond (vooral akkers) als bos. In de plaats staat de kerk Fjälkestads kyrka. De stad Kristianstad ligt zo'n zeven kilometer ten zuiden van het dorp.